# 近畿地方
近畿地方（日语：／ Kinki Chihou *）是日本本州中西部的地理區域，因其主體在三關以西故又稱關西地方（日语：／ Kansai Chihou *）。由京都府、大阪府、滋賀縣、兵庫縣、奈良縣、和歌山縣、三重縣等2府5縣構成，有時亦會加入福井縣、德島縣。「近畿」一詞指近鄰都城的地區，即日本古代實施令制國所劃分的「畿内」區域，與「京畿」一詞相通。在這一地區使用的日語方言是近畿方言。

## 地理

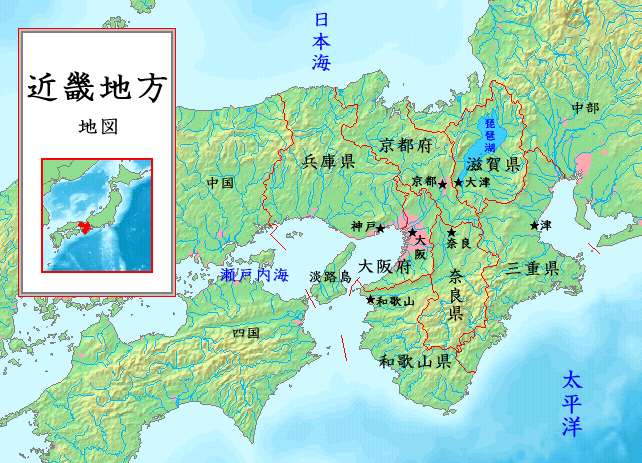
近畿地方地圖

## 人口
| ISO 3166-2 | 都道府縣名 | 排名 | 人口       | 比例   |
| ---------- | ---------- | ---- | ---------- | ------ |
| JP-25      | 滋賀縣     | 31   | 1,366,415  | 1.10%  |
| JP-26      | 京都府     | 13   | 2,645,796  | 2.10%  |
| JP-27      | 大阪府     | 3    | 8,831,177  | 6.90%  |
| JP-28      | 兵庫縣     | 8    | 5,588,268  | 4.40%  |
| JP-29      | 奈良縣     | 29   | 1,434,576  | 1.10%  |
| JP-30      | 和歌山縣   | 39   | 1,056,050  | 0.80%  |
|            |            |      | 20,922,282 | 16.40% |

2008年3月1日數據。

### 主要都市

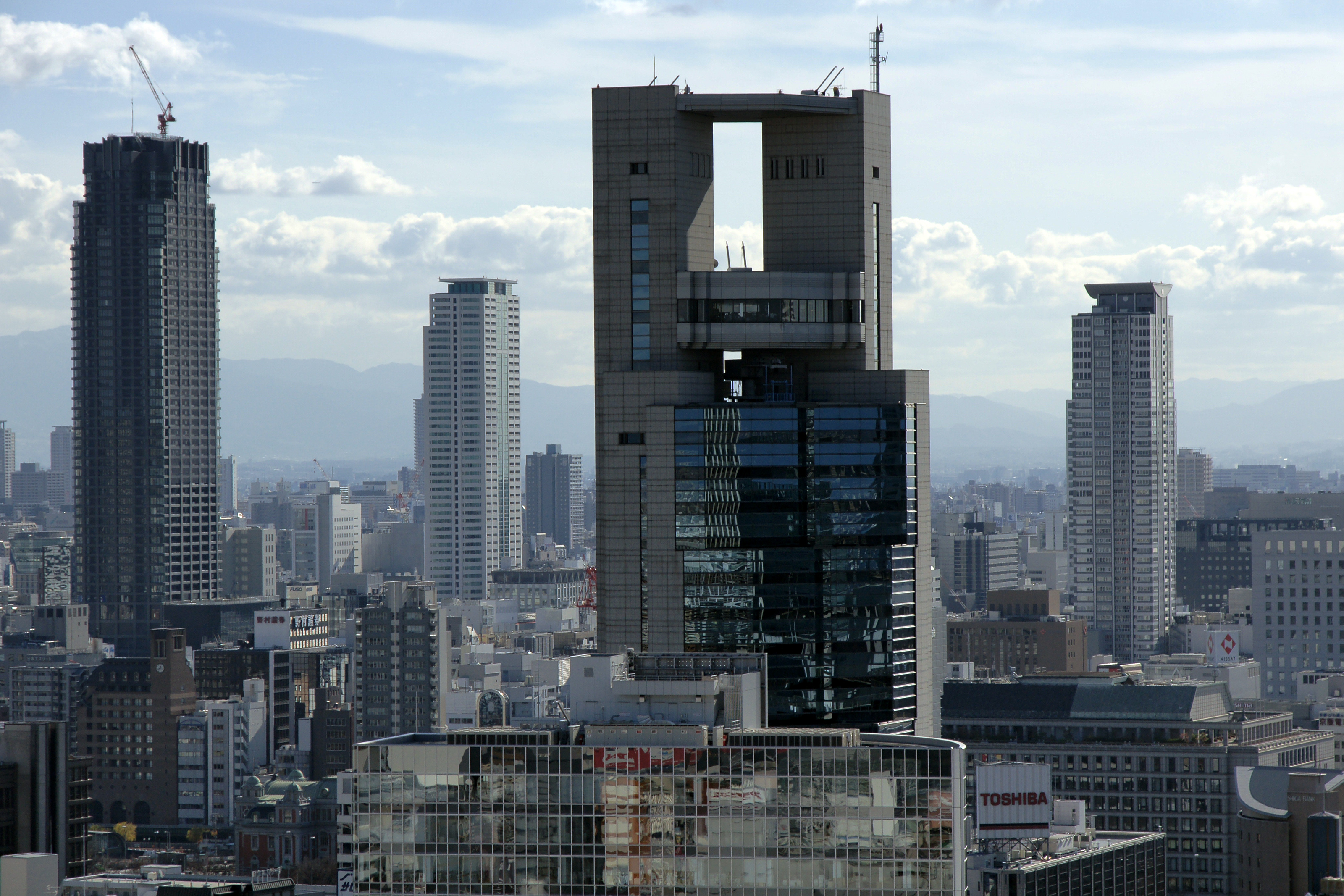
大阪梅田區

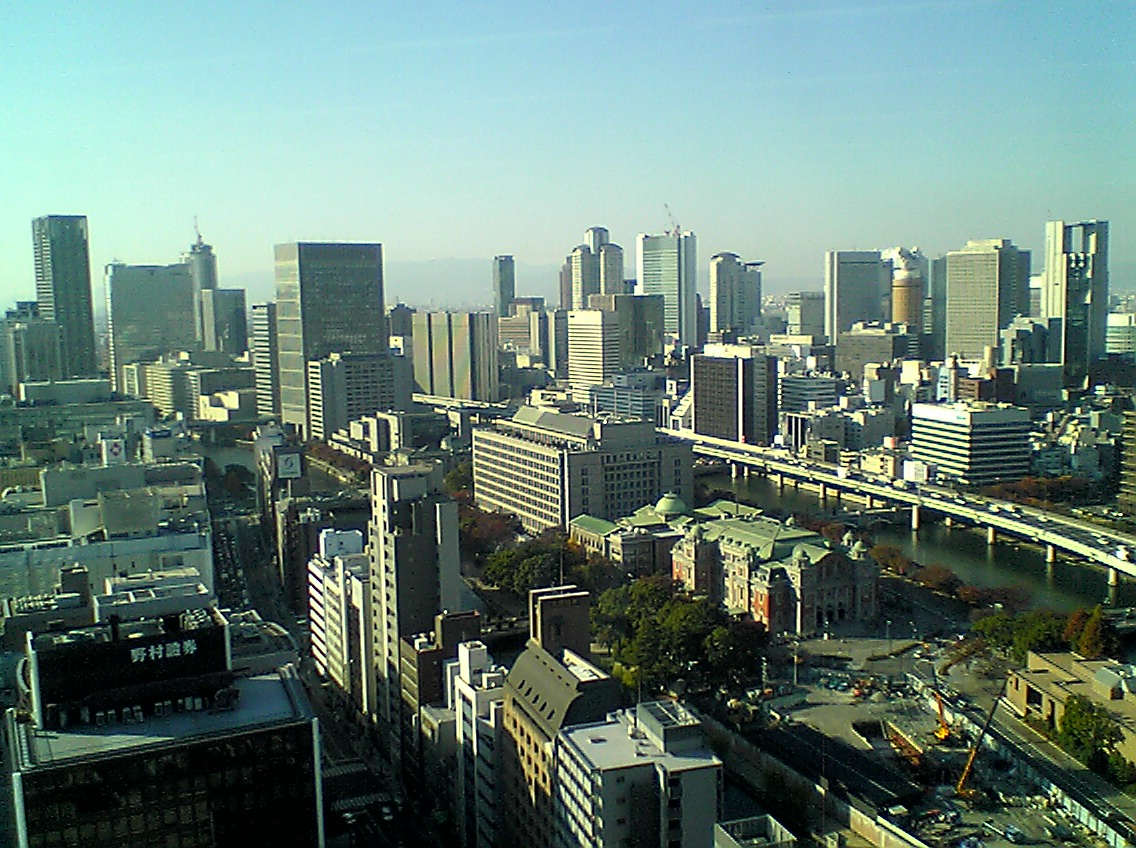
大阪商業園區

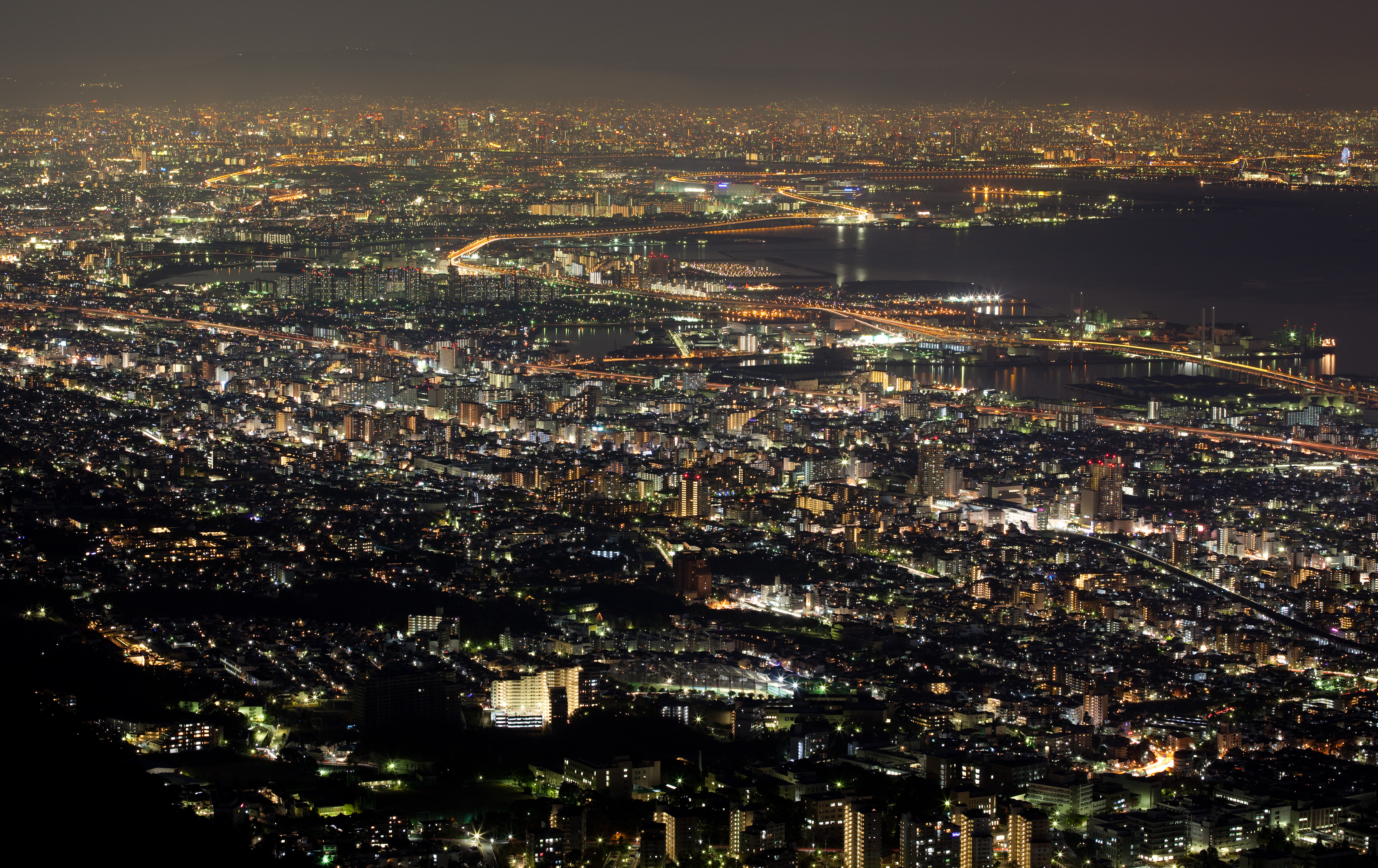
神戶夜景

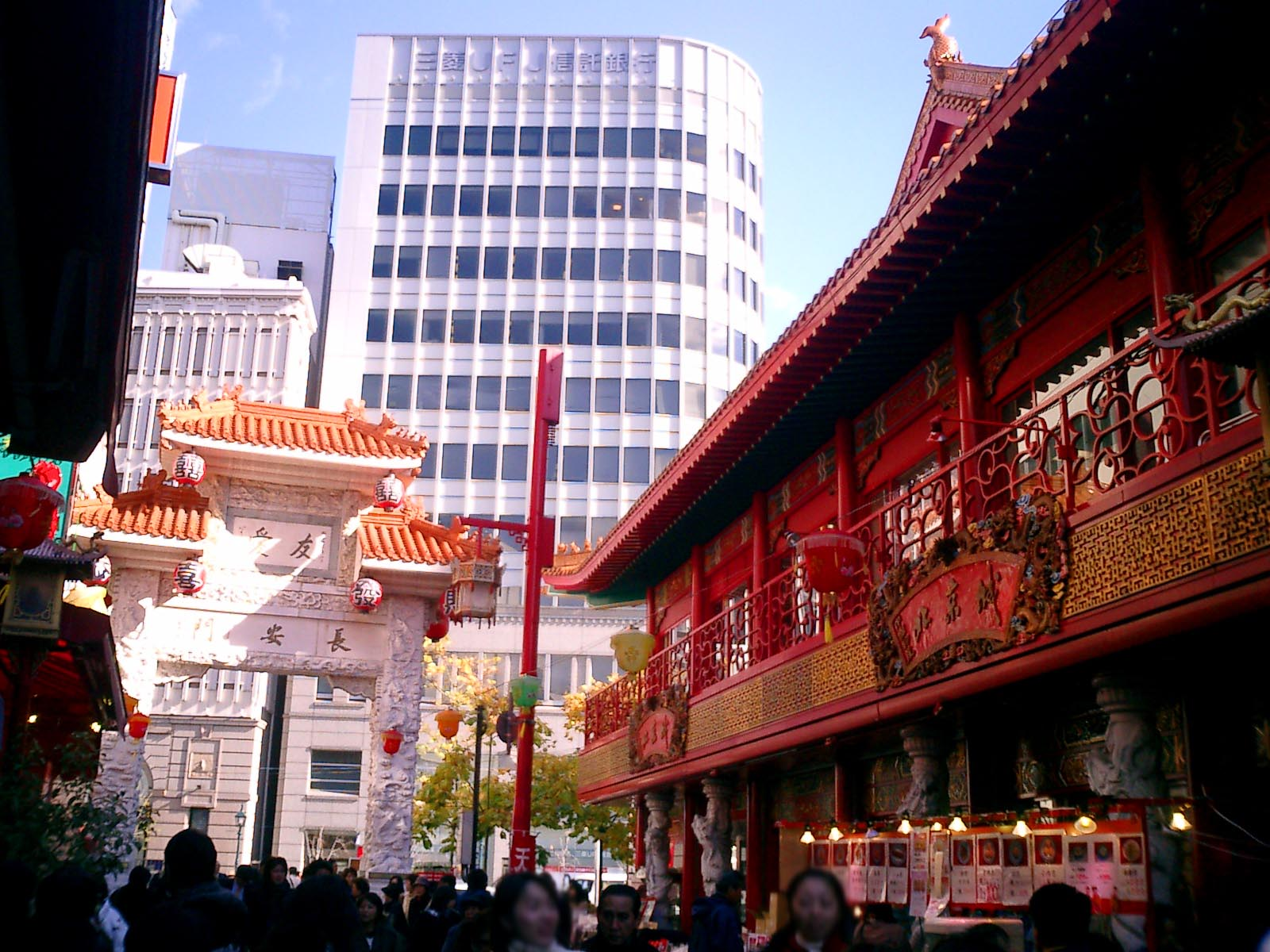
南京町中華街

以下是近畿二府五縣的主要都市。
- 政令指定都市

大阪市（2,684,294人）、神戶市（1,540,512人）、京都市（1,471,103人）、堺市（841,074人）
- 中核市

姬路市（535,831人）、東大阪市（506,188人）、西宮市（486,401人）、尼崎市（449,035人）、豐中市（394,320人）、和歌山市（365,902人）、奈良市（363,321人）、高槻市（355,145人）、大津市（341,569人）
- 特例市

枚方市（405,911人）、吹田市（363,970人）、四日市市（306,741人）、明石市（291,064人）、茨木市（278,155人）、八尾市（269,778人）、加古川市（267,984人）、寝屋川市（237,309人）、寶塚市（228,221人）、岸和田市（197,398人）
- 以上城市之外的縣廳所在地

津市（281,546人）

## 區域劃分
近畿地方又可分為3個區域，但這三個區域之間並沒有明確的分界線。
- 北部（日本海側）：兵庫縣北部・京都府北部・滋賀縣北部。又稱北近畿。
- 中部：大阪府・兵庫縣南部・京都府南部・滋賀縣南部・奈良縣北部・和歌山縣北部。其中人口最多的地區是京阪神。
- 南部（太平洋側）：奈良縣南部・和歌山縣南部。

## 媒體

### 電視台
在整個近畿地方均可收看的電視台
- - NHK大阪放送局
  - MBS 每日放送（JNN。4ch）
  - ABC 朝日放送（ANN。6ch）
  - KTV 關西電視台（FNS・FNN。8ch）
  - YTV 讀賣電視台（NNN・NNS。10ch）

- 只能在縣內收看的電視台
  - 滋賀縣域
    - NHK大津放送局
    - BBC 琵琶湖放送

  - 京都府域
    - NHK京都放送局
    - KBS 京都放送

  - 大阪府域
    - NHK大阪放送局
    - TVO 大阪電視台（TXN）

  - 奈良縣域
    - NHK奈良放送局
    - TVN 奈良電視台

  - 和歌山縣域
    - NHK和歌山放送局
    - WTV 和歌山電視台

  - 兵庫縣域
    - NHK神戶放送局総合
    - SUN SUN電視台

  - 三重縣
    - NHK津放送局
    - MTV 三重電視台

## 交通

### 主要機場
- 關西國際機場（KIX）
- 大阪國際機場（ITM）
- 神戶機場（UKB）

## 圖片

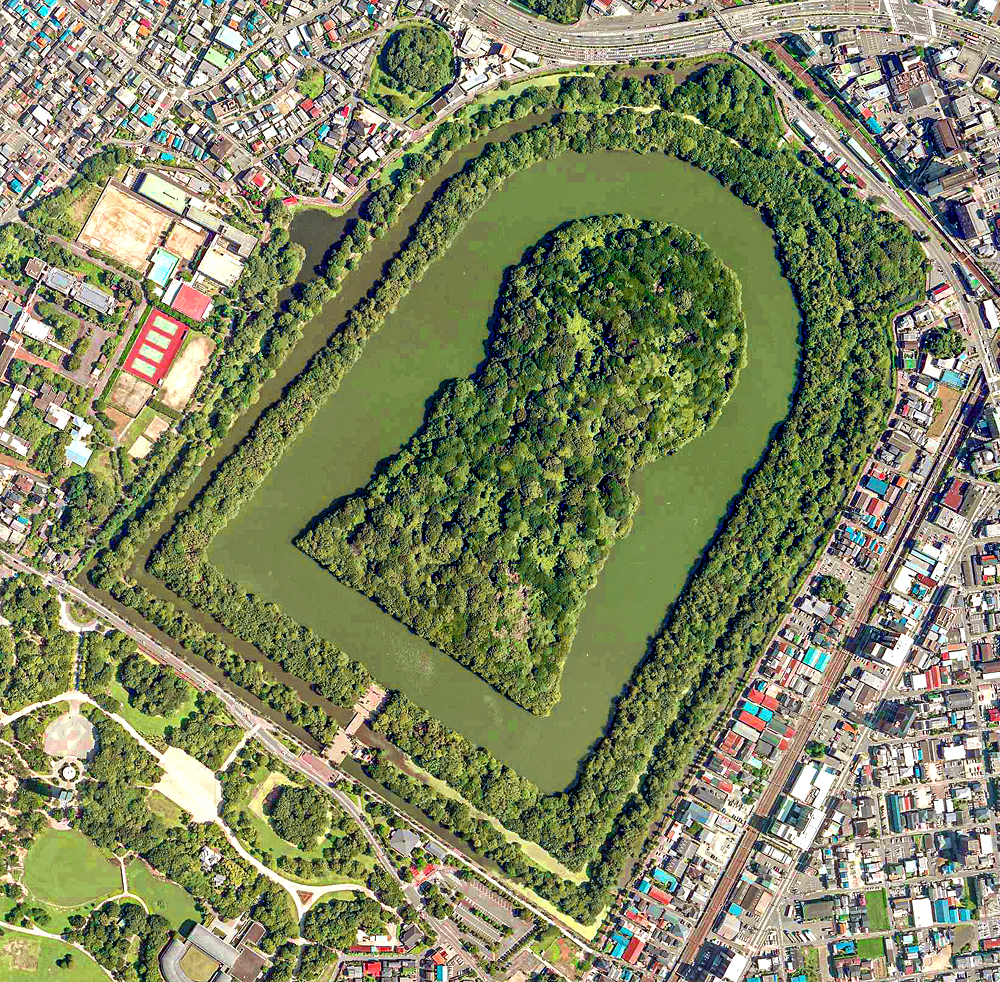
百舌鳥古墳群，世界上最大的墳塚
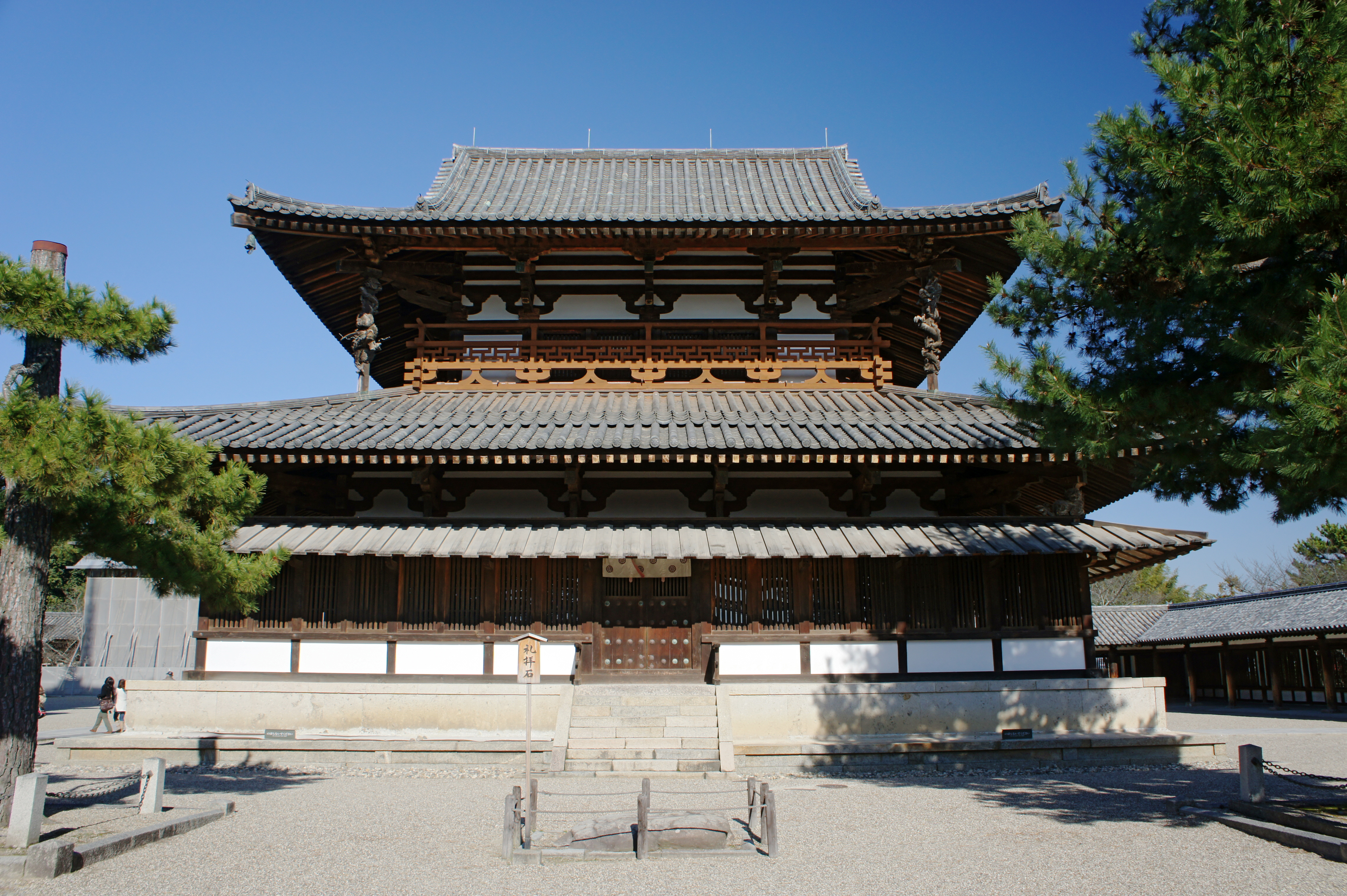
法隆寺金堂
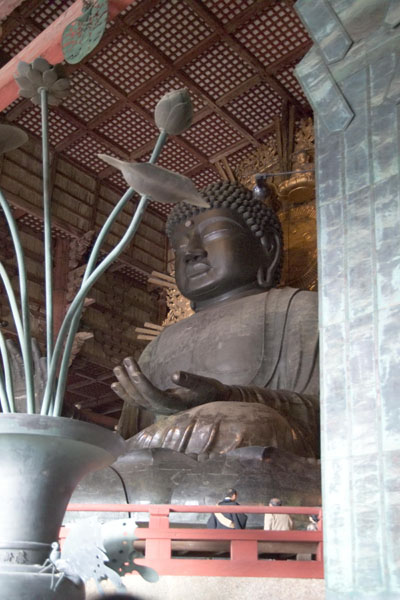
東大寺的大佛
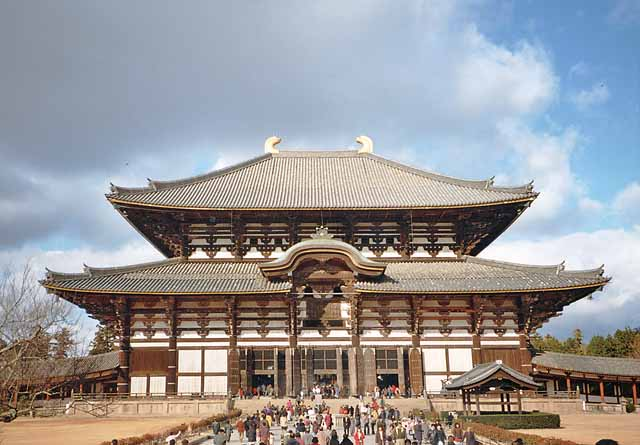
東大寺
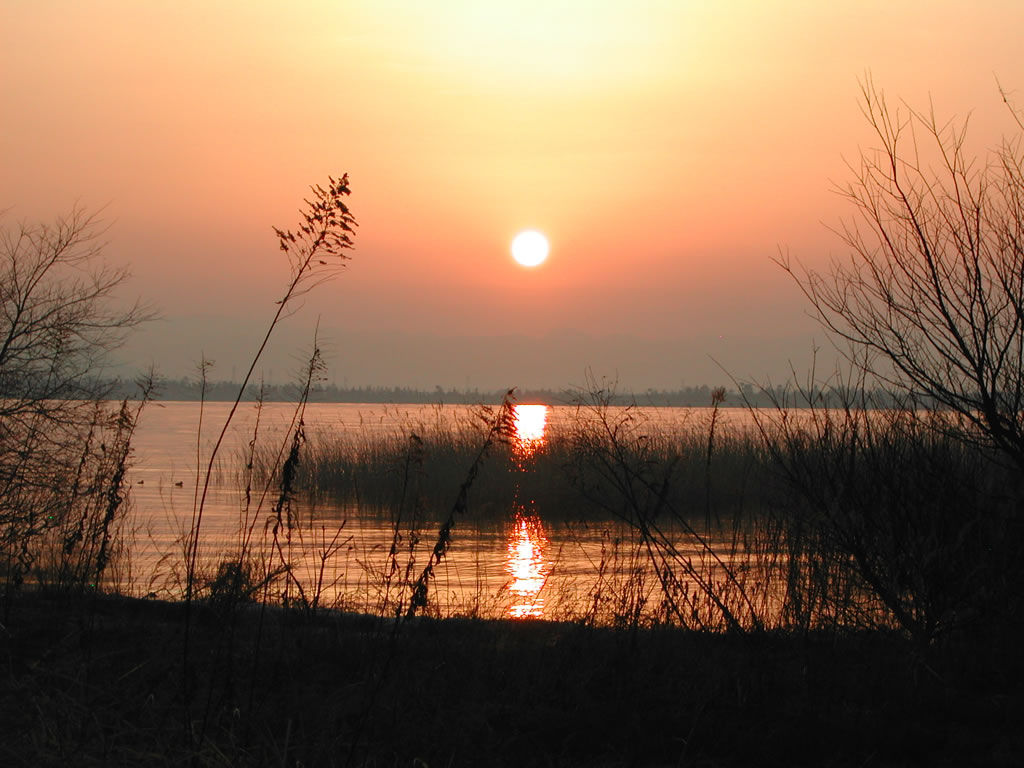
琵琶湖
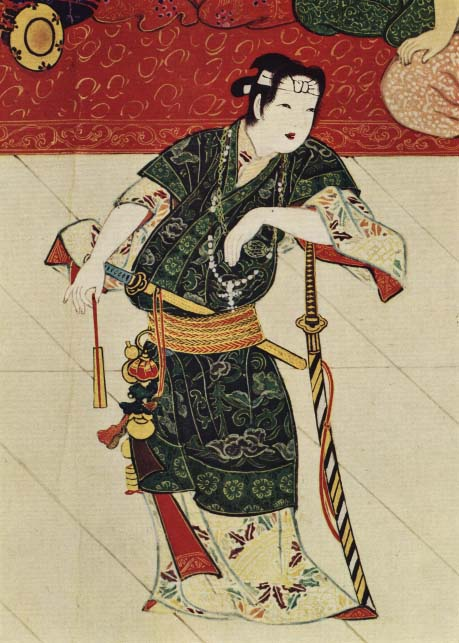
阿國，歌舞伎的創始者
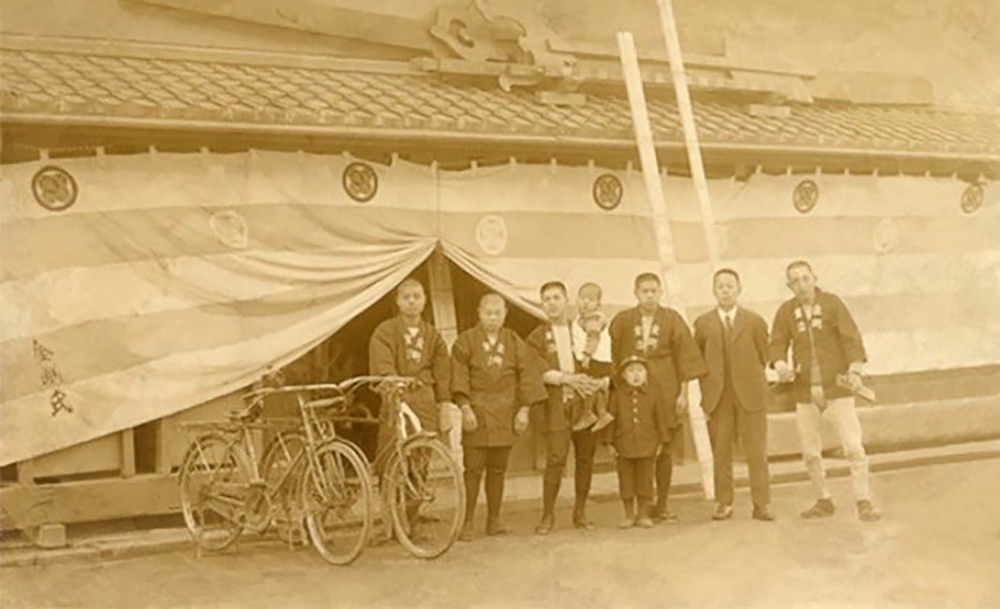
金剛組
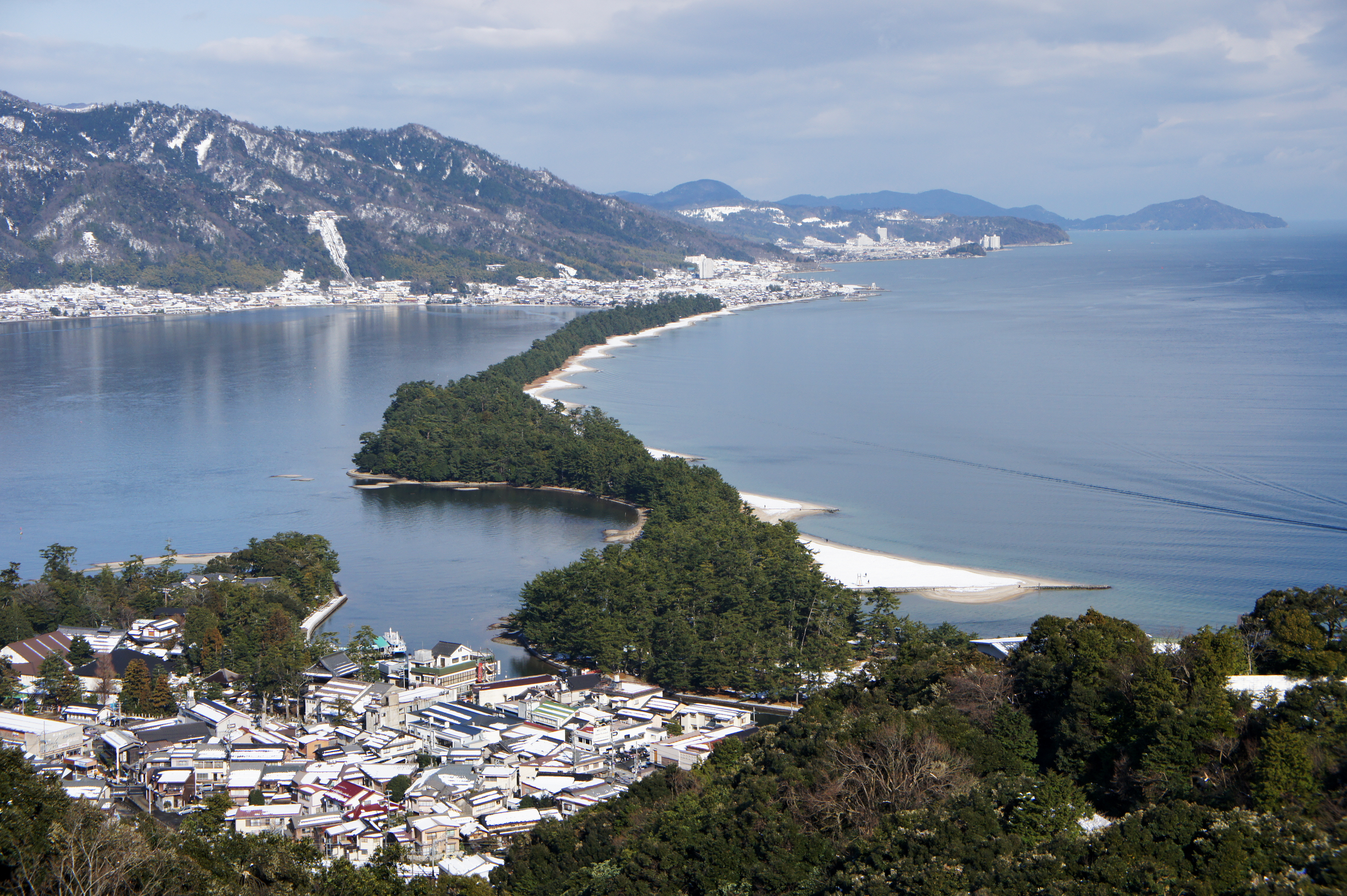
天橋立
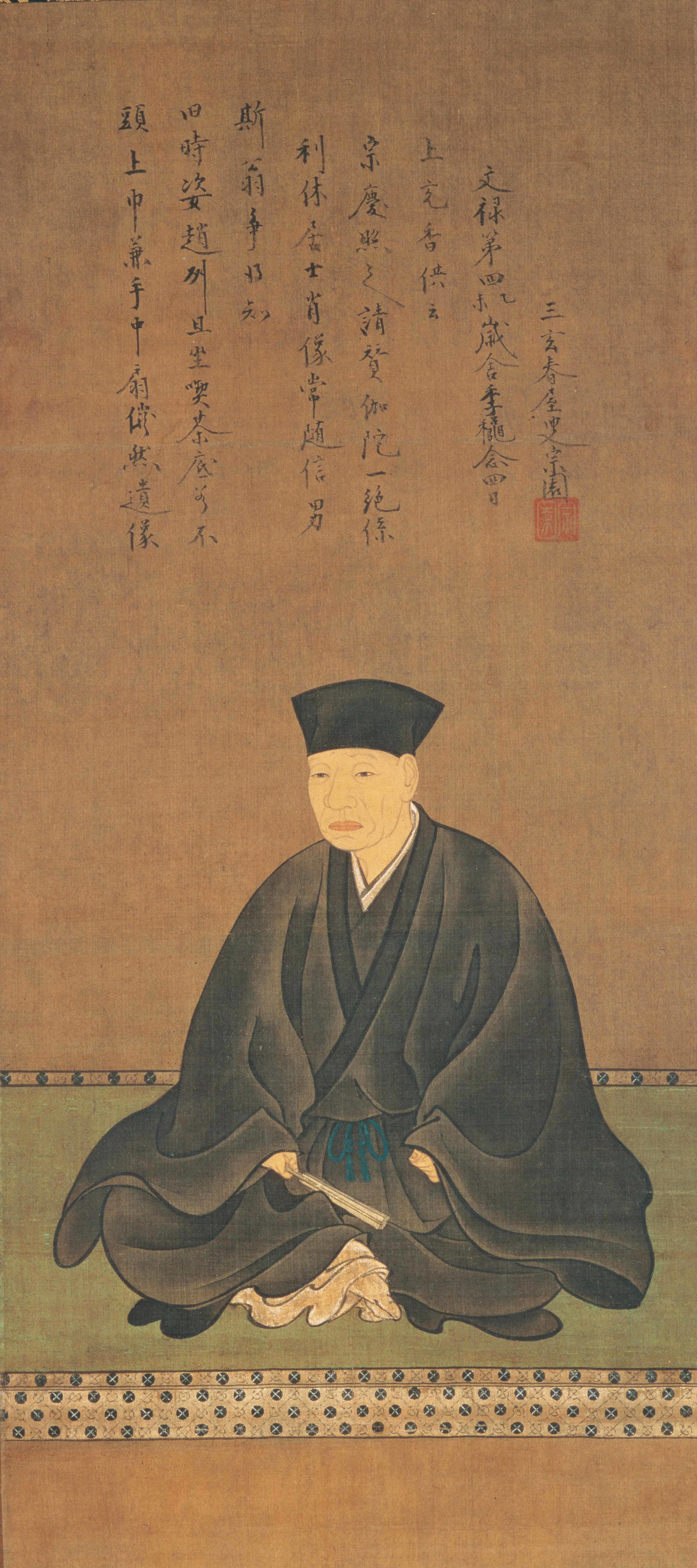
千利休
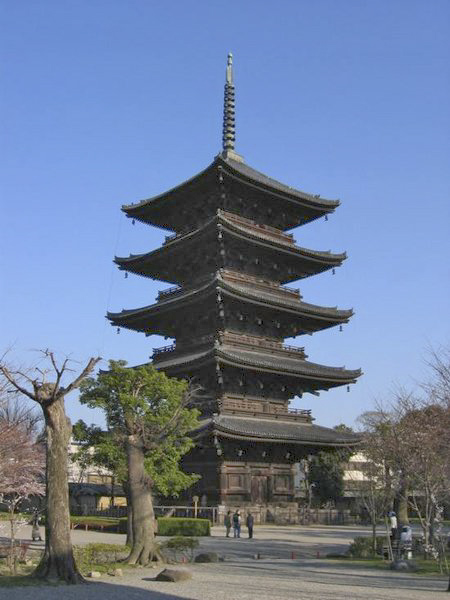
位於東寺的日本最高寺院
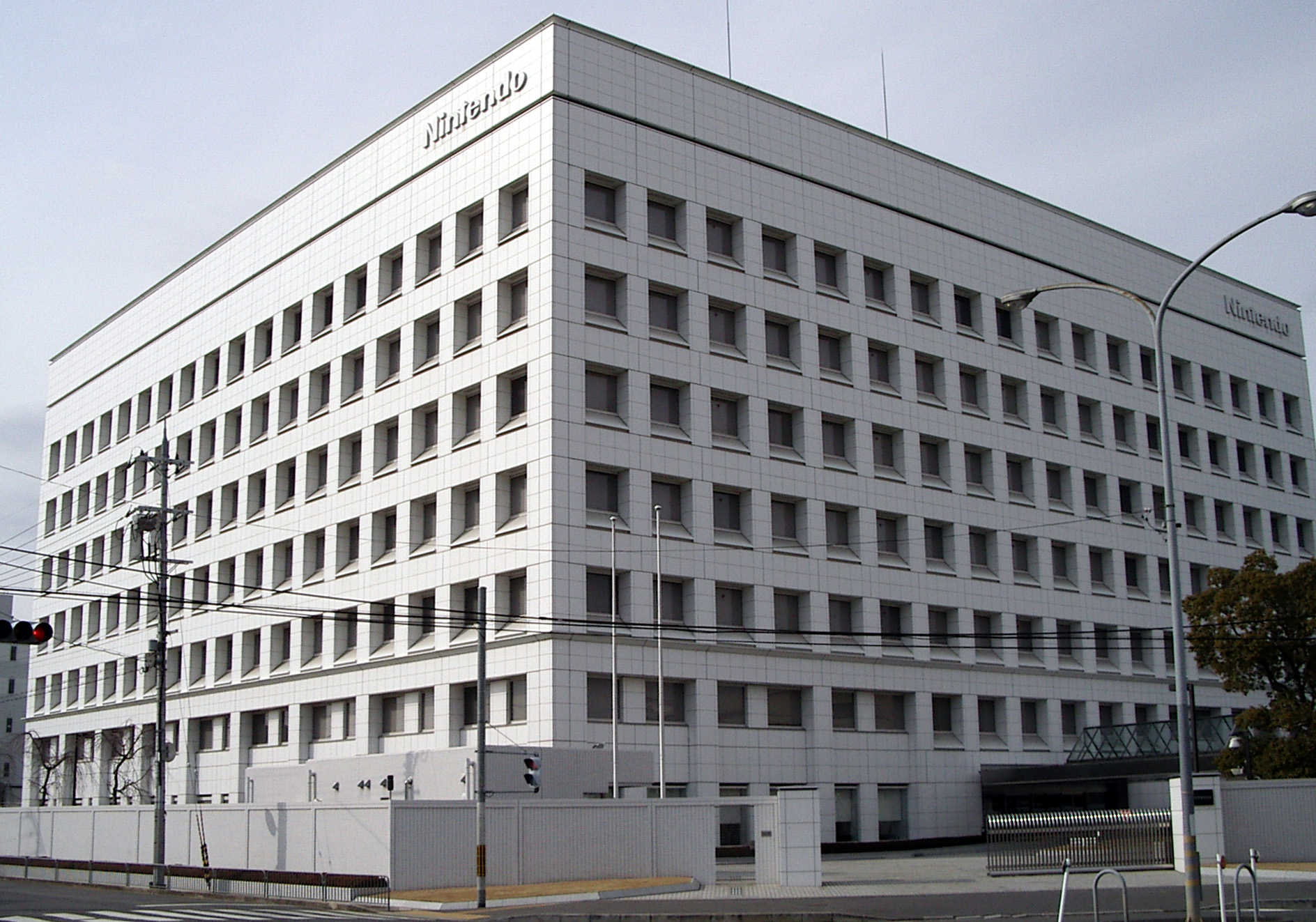
任天堂，全球知名的電子遊戲公司
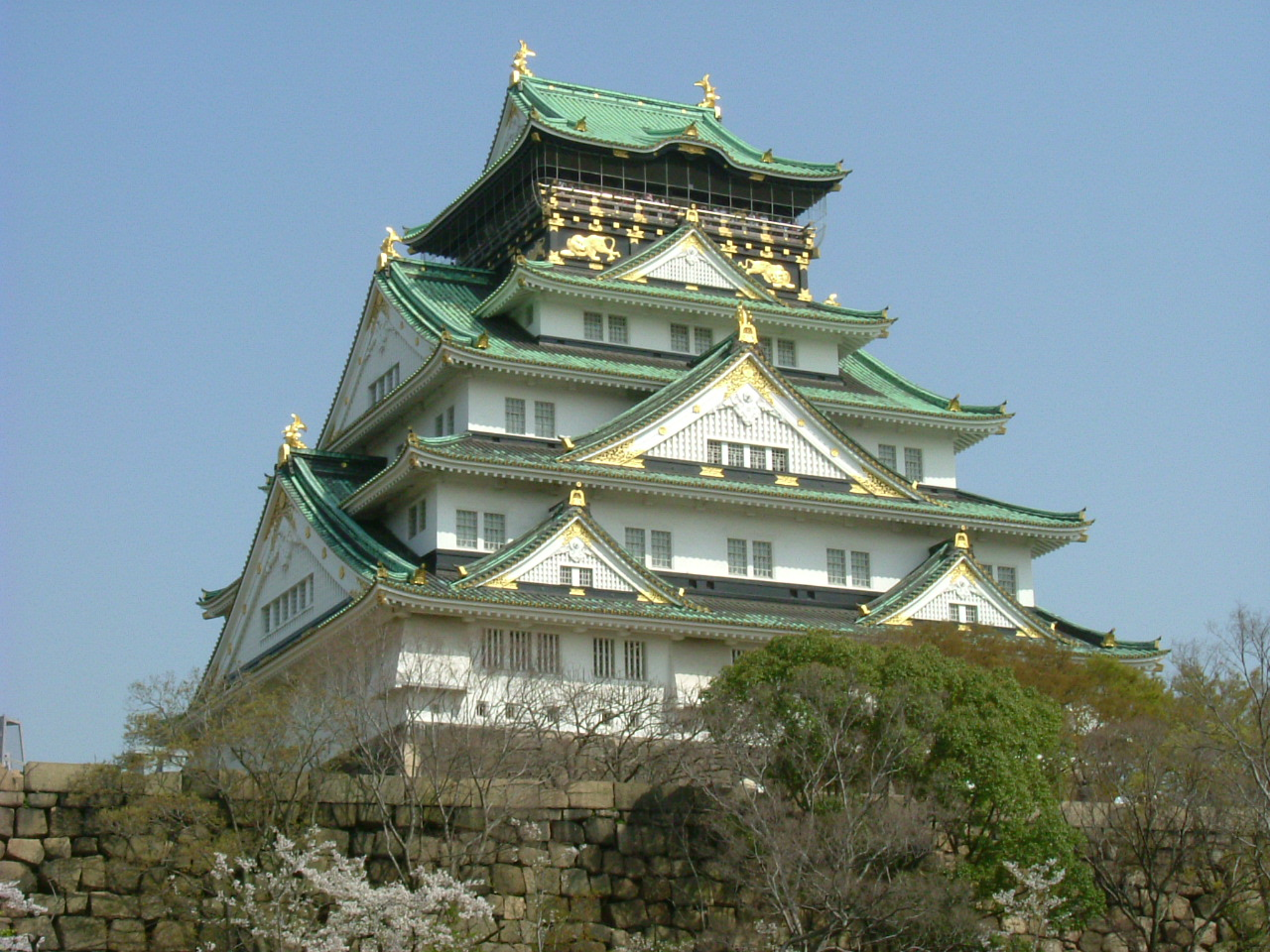
大阪城
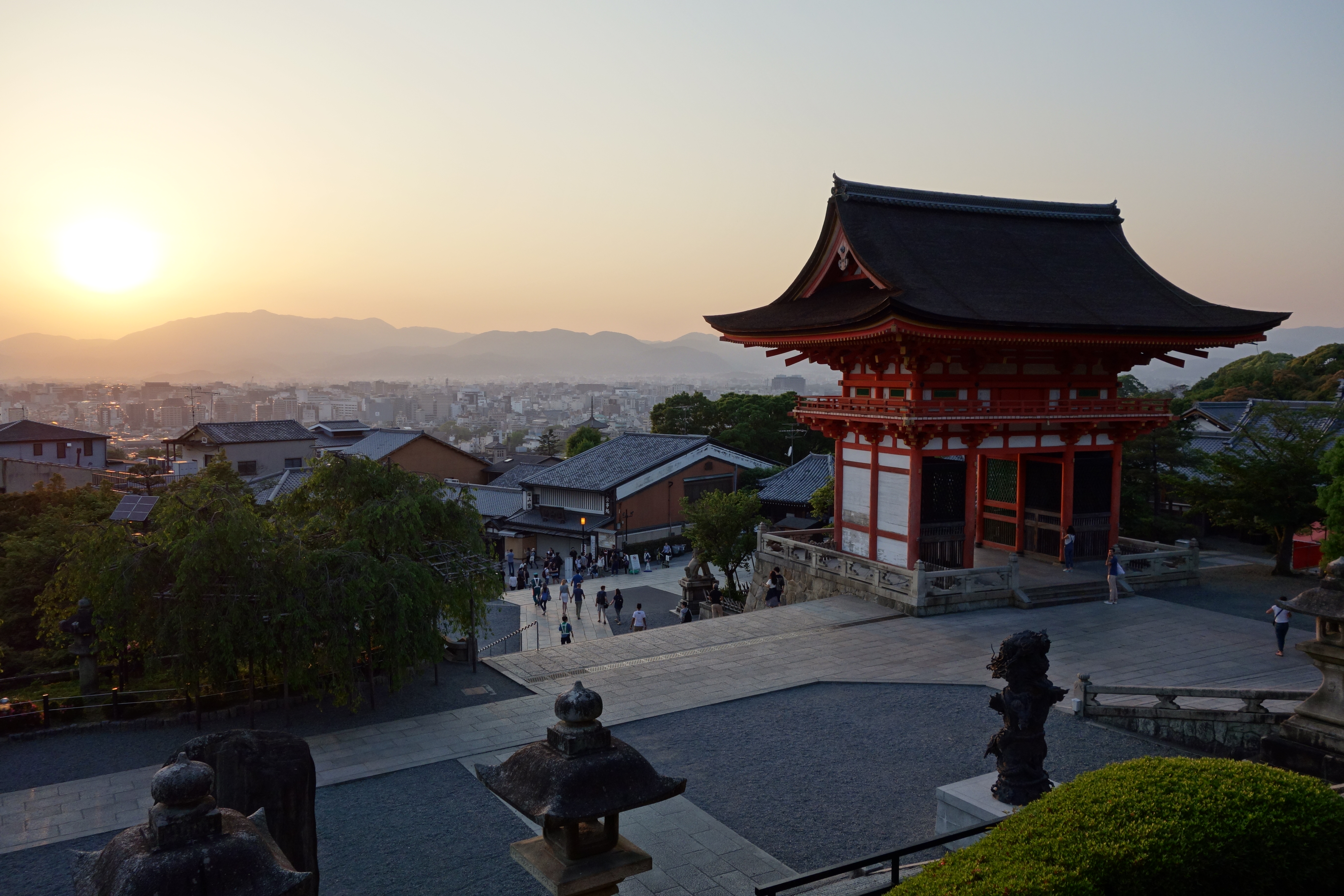
清水寺望向京都市